# فرانك إم. روبنسون
فرانك إم. روبنسون (بالإنجليزية: Frank M. Robinson)‏‏ (9 أغسطس 1926 في شيكاغو - 30 يونيو 2014 في سان فرانسيسكو) كاتب، وروائي، وكاتب خيال علمي من الولايات المتحدة.

## الجوائز
- جائزة لامدا الأدبية
- Chicago LGBT Hall of Fame [الإنجليزية]‏

## روابط خارجية
- فرانك إم. روبنسون على موقع IMDb (الإنجليزية)
- فرانك إم. روبنسون على موقع قاعدة بيانات الفيلم (الإنجليزية)